# Associazione Sportiva Pescara 1948-1949
Questa voce raccoglie le informazioni riguardanti l'Associazione Sportiva Pescara nelle competizioni ufficiali della stagione 1948-1949.

## Rosa
| N. |                   | Ruolo | Calciatore          |
| -- | ----------------- | ----- | ------------------- |
|    | Italia (bandiera) | A     | Mido Bimbi          |
|    | Italia (bandiera) | A     | Cantarini           |
|    | Italia (bandiera) | A     | Salvatore Centorame |
|    | Italia (bandiera) | C     | Remo Chiulli        |
|    | Italia (bandiera) | A     | Vittorio Coccia     |
|    | Italia (bandiera) | P     | Araldo Collesi      |
|    | Italia (bandiera) | D     | D’Amico Irnerio     |
|    | Italia (bandiera) | A     | D’Amico Araldo      |
|    | Italia (bandiera) | C     | Alfredo De Angelis  |
|    | Italia (bandiera) | C     | Attilio Di Clemente |
|    | Italia (bandiera) | C     | Marco Di Marco      |
|    | Italia (bandiera) | A     | Di Pietro I         |

| N. |                   | Ruolo | Calciatore        |
| -- | ----------------- | ----- | ----------------- |
|    | Italia (bandiera) | C     | Antonio Frugoli   |
|    | Italia (bandiera) | C     | Vittorio Malagoli |
|    | Italia (bandiera) | A     | Farnese Masoni    |
|    | Italia (bandiera) | D     | Enos Piero Massei |
|    | Italia (bandiera) | C     | Enzo Neri         |
|    | Italia (bandiera) | C     | Dante Paolini     |
|    | Italia (bandiera) | P     | Vitaliano Pivi    |
|    | Italia (bandiera) | D     | Walter Pupillo    |
|    | Italia (bandiera) | A     | Piero Ricci       |
|    | Italia (bandiera) | A     | Giuseppe Rinaldi  |
|    | Italia (bandiera) | D     | Renato Tiriticco  |

## Risultati

### Campionato

#### Girone di andata
| 19 settembre 1948 1ª giornata | Como | 2 – 1 | Pescara |  |

| 26 settembre 1948 2ª giornata | Pescara | 1 – 1 | Cremonese |  |

| 3 ottobre 1948 3ª giornata | Pescara | 1 – 1 | Pro Sesto |  |

| 10 ottobre 1948 4ª giornata | Brescia | 2 – 0 | Pescara |  |

| 17 ottobre 1948 5ª giornata | Pescara | 1 – 1 | Napoli |  |

| 24 ottobre 1948 6ª giornata | Arsenaltaranto | 1 – 0 | Pescara |  |

| 31 ottobre 1948 7ª giornata | Lecce | 1 – 0 | Pescara |  |

| 4 novembre 1948 8ª giornata | Pescara | 4 – 2 | Reggiana |  |

| 7 novembre 1948 9ª giornata | Spezia | 3 – 0 | Pescara |  |

| 14 novembre 1948 10ª giornata | Pescara | 4 – 1 | Verona |  |

| 21 novembre 1948 11ª giornata | Pescara | 1 – 3 | Legnano |  |

| 27 ottobre 1946 12ª giornata | Parma | 0 – 2 | Pescara |  |

| 5 dicembre 1948 13ª giornata | Pescara | 7 – 0 | Empoli |  |

| 30 dicembre 1948 14ª giornata | SPAL | 7 – 0 | Pescara |  |

| 12 dicembre 1948 15ª giornata | Pescara | 0 – 1 | Pisa |  |

| 19 dicembre 1948 16ª giornata | Venezia | 1 – 2 | Pescara |  |

| 26 dicembre 1948 17ª giornata | Pescara | 2 – 0 | Seregno |  |

| 2 gennaio 1949 18ª giornata | Pescara | 0 – 0 | Salernitana |  |

| 6 gennaio 1949 19ª giornata | Siracusa | 3 – 0 | Pescara |  |

| 9 gennaio 1949 20ª giornata | Pescara | 0 – 0 | Vicenza |  |

| 16 gennaio 1949 21ª giornata | Alessandria | 3 – 1 | Pescara |  |

#### Girone di ritorno
| 23 gennaio 1949 22ª giornata | Pescara | 2 – 2 | Como |  |

| 30 gennaio 1949 23ª giornata | Cremonese | 3 – 0 | Pescara |  |

| 6 febbraio 1949 24ª giornata | Pro Sesto | 1 – 0 | Pescara |  |

| 13 febbraio 1949 25ª giornata | Pescara | 0 – 0 | Brescia |  |

| 20 febbraio 1949 26ª giornata | Napoli | 1 – 1 | Pescara |  |

| 6 marzo 1949 27ª giornata | Pescara | 2 – 1 | Arsenaltaranto |  |

| 13 marzo 1949 28ª giornata | Pescara | 2 – 1 | Lecce |  |

| 20 marzo 1949 29ª giornata | Reggiana | 1 – 0 | Pescara |  |

| 3 aprile 1949 30ª giornata | Pescara | 1 – 0 | Spezia |  |

| 10 aprile 1949 31ª giornata | Verona | 2 – 1 | Pescara |  |

| 17 aprile 1949 32ª giornata | Legnano | 2 – 0 | Pescara |  |

| 24 aprile 1949 33ª giornata | Pescara | 1 – 1 | Parma |  |

| 1º maggio 1949 34ª giornata | Empoli | 2 – 2 | Pescara |  |

| 8 maggio 1949 35ª giornata | Pescara | 2 – 1 | SPAL |  |

| 15 maggio 1949 36ª giornata | Pisa | 3 – 1 | Pescara |  |

| 29 maggio 1949 37ª giornata | Pescara | 0 – 1 | Venezia |  |

| 5 giugno 1949 38ª giornata | Seregno | 2 – 2 | Pescara |  |

| 12 giugno 1949 39ª giornata | Salernitana | 8 – 2 | Pescara |  |

| 19 giugno 1949 40ª giornata | Pescara | 1 – 0 | Siracusa |  |

| 26 giugno 1949 41ª giornata | Vicenza | 6 – 2 | Pescara |  |

| 3 luglio 1949 42ª giornata | Pescara | 0 – 0 | Alessandria |  |